# جسر ألما

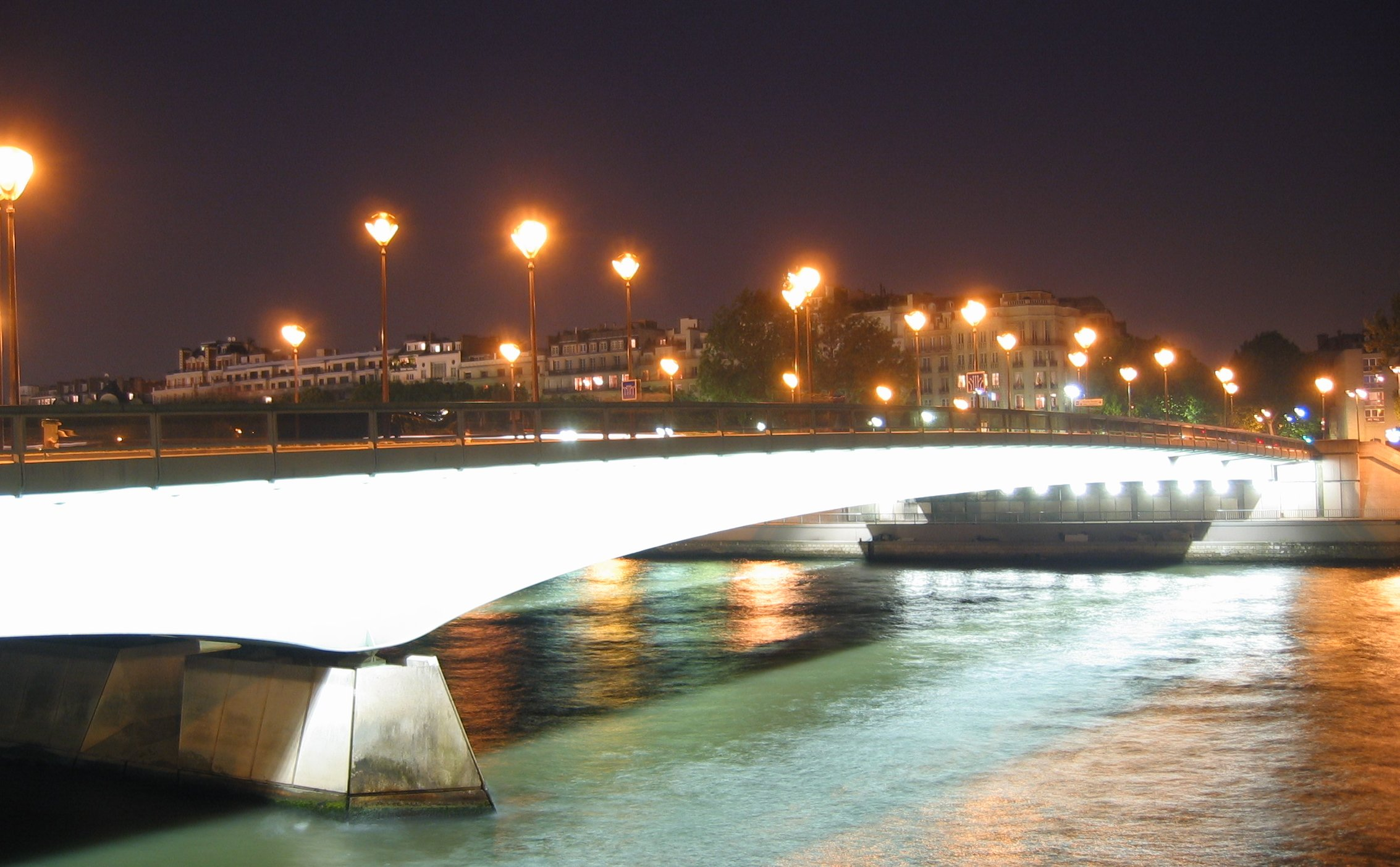
جسر ألما في العاصمة الفرنسية باريس

جسر ألما (بالفرنسية: Pont de l'Alma)‏ هو جسر قوسي في العاصمة الفرنسية باريس يقطع نهر السين فيصل بين شاطئيه، شيد سنة 1854 م في عهد الإمبراطور نابليون الثالث إبان سيادة الإمبراطورية الفرنسية الثانية وأعيد بنائه وتدعيمه سنة 1970 م ليتحمل اضطراد زيادة أعداد السيارات، يقع بالقرب منه نفق ألما الذي وقع فيه سنة 1997 م حادث السيارة الذي ذهب ضحيته أميرة ويلز ديانا والمصري دودي الفايد وكانت هذه الحادثة سبب شهرة هذا النفق.
يبلغ طول الجسر 150 متر وعرضه أربعون مترا وسمي بهذا الاسم لإنه بنائه تزامن مع الفوز الفرنسي في معركة ألما التي وقعت قرب نهر ألما.